# Habarana
Habarana (en singhalais : හබරණ, translitéré Habaraṇa; en tamoul : அபரணை, translitéré Aparaṇai) est une ville du district de Polonnaruwa dans la province du Centre-Nord du Sri Lanka.